# Hellinsia wamenae
Hellinsia wamenae là một loài bướm đêm thuộc chi Hellinsia, có ở Indonesia. Loài bướm này bay vào tháng 10, và có sải cánh khoảng 16-18 milimét. Loài này được đặt tên theo Wamena, một làng nơi loài này được sưu tập.